# ادم مریوت
 ادم مریوت (فرانسوی: Edme Mariotte‎؛ زاده ۱۶۲۰ − درگذشته ۱۲ مهٔ ۱۶۸۴) فیزیک‌دان و کشیش اهل فرانسه بود.